# Daniel Ask
Daniel Ask, född 20 december 1998, är en svensk fotbollsspelare som spelar för Östers IF.

## Karriär
Asks moderklubb är Malmö FF. Därefter spelade han för IF Limhamn Bunkeflo och efter det på Jonas Therns fotbollsakademi i Osby som gick under namnet "Calcio". Inför säsongen 2016 värvades han av Östers IF.
I december 2016 skrev Ask på ett treårskontrakt med Landskrona BoIS. I augusti 2017 värvades Ask av IFK Värnamo, där han till en början skulle tillhöra U19-truppen. Inför säsongen 2018 flyttades Ask upp i A-laget. I maj 2020 lämnade Ask klubben efter en period med skadeproblem.
I juni 2020 gick Ask till division 2-klubben IF Limhamn Bunkeflo. Han debuterade och gjorde ett mål den 14 juni 2020 i en 4–0-vinst över Onsala BK. I januari 2021 värvades Ask av Skövde AIK. I januari 2022 värvades Ask av Västerås SK, där han skrev på ett tvåårskontrakt. Under sin tid i Västerås SK utsågs Ask till Årets mittfältare i Superettan 2023.
I december 2023 värvades Ask av danska AaB, där han skrev på ett 3,5-årskontrakt. I juni 2024 under det allsvenska uppehållet gick Västerås SK ut med att Ask ansluter till klubben på ett lån som sträcker sig över resterande av allsvenska säsongen.
I januari 2025 blev Ask klar för en återkomst i Östers IF, där han skrev på ett treårskontrakt.